# Platygaster vriesi
Platygaster vriesi (лат.) — вид мелких наездников из семейства Platygastridae. Юго-Восточная Азия: Индонезия (Хальмахера).

## Описание
Длина тела около 0,8 мм. Затылок тонко и густо поперечно исчерчен; нотаули отсутствуют; щитик сверху несколько треугольный, сбоку срезан сзади. Тело блестящее, основная окраска тела чёрная, антенномеры А1—А3 и ноги светло-буровато-желтые, А4—А10 и тегула темно-коричневые; проподеум и первый тергит Т1 красновато-коричневые. Переднее крыло в 2,6 раза длиннее ширины и в 0,8 раза длиннее тела, почти прозрачное, с умеренно мелкими и плотными микротрихиями; маргинальные реснички чуть больше 0,1 ширины крыла. Заднее крыло в 6,6 раза длиннее ширины, с двумя крючками; маргинальные реснички в 0,4 раза больше ширины крыла. От близких видов отличается формой щитка. По его форме близок к палеарктическому P. leptines Walker, 1835, но не так резкий. С другой стороны, более заостренный, чем щитик также довольно близкого палеарктического вида P. nisus Walker, 1835. Вид был впервые описан в 2008 году датским энтомологом Петером Булем (Peter Neerup Buhl, Дания) и назван в честь R. de Vries, коллектора типовой серии.